# Мармолада
Мармолада (на италиански: Marmolada) е най-високият връх на Доломитовите Алпи (3343 м). Наричан още „кралицата на Доломитите“. В действителност това по-скоро е името на целия масив, който има няколко върха. Най-високата точка е Пунта Пеня.

## Описание
Мармолада се намира в средата на Доломитовите Алпи, между долините на Алвизио (на запад) и Кордеволе (на изток). На север граничи с друг известен масив – Села, а между тях е проходът Федая (2057 м). Градчето Араба е основен изходен пункт за посещения на върха. Както и останалите части на този алпийски дял, Мармолада е съставен от утаечни скали, в този случай най-вече сиви варовици. Не само че е скалист и стръмен връх заради въздействието на ледниците през пейстоцена, но и е единственото място в района, където има запазен сравнително голям съвременен ледник. В масива са наименовани пет върха и те са:
- Пунта Пеня – 3343 м;
- Пунта Рока – 3309 м;
- Пунта Омбрета – 3230 м;
- Монте Серата – 3069 м;
- Пицо Сераута – 3035 м.[3]

От Пунта Пеня се разкрива обширна панорама към всички други масиви на Доломитовите Алпи. Ясно се виждат върховете Тофане, Антелао, Пелмо, Чивета, Сасолунго, Катиначо. На запад се виждат също масивът Ортлес (Ретийски Алпи) и Адамело. На североизток при добра видимост – първенците на Висок Тауерн Гросглокнер и Гросвенедигер.

## История
Векове наред целият дял, включително и Мармолада са се включвали в състава на Австрийската империя, а след това на Австро-Унгария. През Първата световна война тук се водят боеве, като фронтовата линия за известно време минава точно през масива. Според Сенжерменския договор (1919) цялата област Южен Тирол става част от Италия.
Първото известно изкачване е постигнато от австриеца Паул Громан и двама придружители през 1864 г. Той минава по по-лесния северен маршрут, тоест по ледника. Южната страна, която е по-сложна в техническо отношение, е изкачена чак през 1901 г. от една англичанка – Беатрис Томасон.

## Туризъм
Върхът е обект на интерес от страна на алпинисти, туристи и скиори. Стандартният път до най-високата точка е от прохода Федая. Желаещите да покорят върха пеша се придвижват по ледника, след което по скали, но пътеката е осигурена и не представлява трудност. За останалите има кабинков лифт, който стига до площадка на 2700 м. Там е изградена и малка хижа с ресторант и 25 легла.
Изкачването по южната стена (900 м собствена височина) е много по-трудно и продължително. То започва от хижа Контрин на 2016 м и изисква опит и известни катерачески умения. От западната страна е известният Виа Ферата ди Мармолада – уникална пътека с въжета и стълби за преодоляването на стръмните скали.